# دیدار پرهزینه
دیدار پُرهزینه (انگلیسی: An Expensive Visit) یک فیلم کمدی صامت کوتاه به کارگردانی ویلارد لوئیس است که در سال ۱۹۱۵ منتشر شد.. از بازیگران این فیلم می‌توان به اولیور هاردی، ریموند مک‌کی . سی. دبلیو. ریچی اشاره کرد.